# Étienne Djaument
Étienne Djaument, né le 11 novembre 1911 à Sassandra (Côte d'Ivoire) et mort le 15 janvier 1989 à Treichville (Côte d'Ivoire), est un homme politique franco-ivoirien.

## Biographie
Il est élu au Conseil de la République.
Il est le président du Bloc démocratique éburnéen.